# Fengli Linchang (bondby i Kina, Heilongjiang Sheng, lat 47,62, long 129,42)
Fengli Linchang (kinesiska: 丰丽林场) är en bondby i Kina. Den ligger i provinsen Heilongjiang, i den nordöstra delen av landet, omkring 300 kilometer nordost om provinshuvudstaden Harbin. Antalet invånare är 949. Befolkningen består av 483 kvinnor och 466 män. Barn under 15 år utgör 6,0 %, vuxna 15-64 år 74 %, och äldre över 65 år 18,0 %.
Runt Fengli Linchang är det ganska glesbefolkat, med 40 invånare per kvadratkilometer. Närmaste större samhälle är Xiaokunlun Linchang, 17,4 km söder om Fengli Linchang. I omgivningarna runt Fengli Linchang växer i huvudsak blandskog.
Genomsnittlig årsnederbörd är 1 034 millimeter. Den regnigaste månaden är juli, med i genomsnitt 240 mm nederbörd, och den torraste är januari, med 10 mm nederbörd.